# Dagsposten
Dagsposten var en svensk nationalistisk och pronazistisk dagstidning utgiven av och officiellt pressorgan för Sveriges Nationella Förbund från 1 december 1941 i Stockholm. Tidningen hade fram till 1945 finansiellt stöd från den tyska staten. Tidningen upphörde med utgången av år 1950 och fortsattes av veckotidningen Fria Ord. 
Dagsposten var en av tre tidningar som Sveriges Nationella Förbund utgav samtidigt. De övriga var Nationell Tidning och Nationell Ungdom.
Chefredaktör var Teodor Telander, och i redaktion och styrelse fanns bland andra fil. dr Rütger Essén, som var utrikespolitisk redaktör, partiledaren och affärsmannen Sven-Erik Sandström, direktör Olof Edman, direktör Sven Rosengren och professor Stig Jägerskiöld. Bland skribenterna märktes bland andra Gustaf Jacobson.